# Маниатис, Том
То́мас «Том» Маниа́тис (греч. Θωμάς «Τομ» Μανιάτης, англ. Thomas «Tom» Maniatis; род. 8 мая 1943, Денвер, Колорадо, США) — греко-американский учёный-биолог, специалист в области молекулярной биологии, цитологии и биохимии, один из самых цитируемых в мире греческих учёных. Первым в мире изолировал и клонировал ген человека, и использовал его для поиска мутаций, вызывающих болезнь. Способствовал формированию биофармацевтической индустрии, учредив совместно с Марком Ташне компанию «Genetics Institute» — одну из первых в своём роде.
Научный директор и CEO Нью-Йоркского геномного центра.
Будучи профессором Колумбийского университета, является главой департамента биохимии и молекулярной биофизики Медицинского центра, руководителем программы «Precision Medicine Initiative» и научно-исследовательской лаборатории «Maniatis Laboratory».
Член Национальной академии наук США, Американской академии искусств и наук (1985), Национальной академии медицины США и Американской ассоциации содействия развитию науки.
Имеет h-индекс равный 149 и был процитирован 330 060 раз.
Будучи одним из ведущих мировых экспертов в области механизмов генной регуляции, получил признание международного научного сообщества за внедрение инициативы по развитию технологии клонирования генов и её применению как при фундаментальных исследованиях, так и в биотехнологии, а также за исследования рекомбинантных ДНК.
Основной автор используемого во всём мире популярного лабораторного руководства «Методы генетической инженерии. Молекулярное клонирование» (англ. Molecular Cloning: A Laboratory Manual), называемого «библией» по молекулярному клонированию.
Преподавал в Гарвардском университете, Лаборатории в Колд-Спринг-Харбор и Калифорнийском технологическом институте.
Лауреат престижной Премии Ласкера-Кошланда за особые достижения в медицинской науке (2012).

## Биография
Родился в семье греков выходцев с полуострова Мани (Пелопоннес, Греция). Был первым ребёнком в семье, получившим академическое образование.
Получил учёные степени бакалавра биологии (1965) и магистра химии (1967), окончив Колорадский университет в Боулдере.
В 1971 году получил степень доктора философии в области молекулярной биологии в Университете Вандербильта, где работал с Леонардом Лерманом.
Будучи постдокторантом, в Гарвардском университете под руководством профессора Марка Ташне изучал молекулярные механизмы регуляции генов в бактериофаге лямбда, а также идентифицировал множественные сайты связывания репрессоров бактериофага в операторах вируса и определил последовательности их ДНК во время работы в лаборатории молекулярной биологии доктора Фредерика Сенгера в Совете медицинских исследований в Кембридже (Англия).
В 1975 году получил должность ассистент-профессор кафедры биохимии и молекулярной биологии, однако свои исследования проводил в Лаборатории в Колд-Спринг-Харбор, поскольку мораторий на проводимые в Кембридже (Массачусетс) исследования рекомбинантной ДНК помешал его работе по клонированию комплементарной ДНК в Гарварде.
В 1977 году начал работать в Калифорнийском технологическом институте, где в его лаборатории была создана первая библиотека геномной ДНК человека и клонирован β-глобиновый кластер генов.
В 1981 году вернулся в Гарвард, где с помощью методов молекулярного клонирования изучал механизмы транскрипции и сплайсинга у эукариот.
В 1982 году в соавторстве с Джо Сэмбруком и Эдвардом Фричем написал книгу «Методы генетической инженерии. Молекулярное клонирование», оказавшую существенное влияние на развитие наук о жизни. Благодаря этому лабораторному руководству новая технология клонирования генов стала доступной в исследованиях широкого круга научных работников.
В 2009 году перешёл работать в Колумбийский университет, являясь профессором биохимии и молекулярной биофизики в Колледже хирургии и общей терапии имени Вагелосов в Нью-Йорке. Его лаборатория занимается, в частности, изучением молекулярных и клеточных механизмов нейродегенеративного заболевания латеральный амиотрофический склероз (болезнь Лу Герига).
Является членом попечительских советов Лаборатории в Колд-Спринг-Харбор, Лаборатории Джексона и Рокфеллеровского университета.
В 2011 году стал сооснователем Нью-Йоркского геномного центра (NYGC), являясь в настоящее время его научным директором и CEO.
Маниатис также является пионером индустрии биотехнологий. Так, он был соучредителем компаний «Genetics Institute» (1980, с Марком Ташне), «ProScript Pharma» (1994), «Acceleron Pharma» (2003, с Марком Ташне и др.) и «Kallyope Pharma» (2016).
Обладатель степени Почётный доктор философии от Афинского национального университета имени Каподистрии (Греция) и Школы биологических наук имени Уотсона (Лаборатория в Колд-Спринг-Харбор).

## Награды
- 1981 — Eli Lilly Research Award[англ.]
- 1985 — Richard Lounsbery Award[англ.]
- 1994 — E. Donnall Thomas Prize, American Society of Hematology[англ.]
- 1998 — Novartis-Drew Award
- 1999 — Gabbay Award[англ.]
- 2000 — AMA Scientific Achievement Award[англ.]
- 2001 — Pasarow Award[англ.]
- 2012 — Специальная премия Ласкера-Кошланда за достижения в области медицинской науки
- Donald Mulder Award

## Публикации
- Rubinstein R, Thu CA, Goodman KM, Wolcott HN, Bahna F, Mannepalli S, Ahlsen G, Chevee M, Halim A, Clausen H, Maniatis T, Shapiro L, Honig B. (2015) Molecular logic of neuronal self-recognition through protocadherin domain interactions. Cell. 2015 Oct 22;163(3):629-42.
- Chen, W.V. and Maniatis, T. (2013) Clustered Protocadherins. Development 40 (16) : 3297 — 302.
- Chiu, I., Morimoto, T.A., Goodarzi, H., Liao, J., Muratet, M., O’Keeffe, S., Phatnani, H., Painter, M., Carroll, M.C., Levy, S., Tavazoie, S., Myers, R.M. and Maniatis, T. (2013). A neurodegeneration-specific gene-expression signature of acutely isolated microglia from an Amyotrophic Lateral Sclerosis mouse model. Cell Rep. 4(2):385-401.
- Bilican, B., Serio, A., Shaw, C.E., Maniatis, T., and Chandran S. Unpickding neurodegeneration in a dish with human pluripotent stem cells: One cell type at a time. Cell Cycle. 12(15). [Epub ahead of print]
- Gebhardt, J.C.M., Suter, D.M., Roy, R. Zhao, Z.W., Chapman, A.R. Basu, S., Maniatis, T. and Xie, X.S.(2013) Probing transcription factor DNA binding at the single molecule level in live mammalian cells. Nature Methods, 10(5):421-6.
- Larabi, A., Devos, J.M., Ng Sze-Ling, Round,, A., Maniatis, T., and Panne, D. (2013). Crystal structure and mechanism of activation of TANK-binding kinase 1. Cell Reports Cell Rep. 3(3):734-46.
- Serio, A.,Bilican, B., Barmada, S.J.,. Ando, D.M, Siller, R., Burr, K., Haghi, G., Story, D., Nishimura, A. Carrasco, M., Phatnani, H., Shum, C., Wilmut, I., Maniatis, T., Shaw, C. E., Finkbeiner, S. A., & Chandran, S. (2013). Astrocyte pathology and non-cell autonomy in an induced pluripotent stem cell model of TDP-43 proteinopathy. Proc Natl Acad Sci USA. 110:4697-702.
- Phatnani, H.P., Guarnieri, P., Friedman, B., Carrasco, M.A., Muratet, M., O’Keeffe,AS., Nwakezea, Florencia, C. Pauli-Behnd, Newberry, K.M., Sarah K. Meadows, S.K., Tapia, J.C., Myers, R.M. and Maniatis, T. (2013). An intricate interplay between astrocytes and motor neurons in ALS. Proc Natl Acad Sci U S A. 110(8):E756-65.
- Amoroso, M.W., Croft, G.F., Williams, D.J., O’Keeffe, S.O., Carrasco, M.A., Davis, A.R., Roybon, L., Oakley, D.H., Maniatis, T., Henderson, C.E. and Wichterle, H. (2013). Accelerated high-yield generation of limb-innervating motor neurons from human stem cells. Journal of Neuroscience 33(2):574-586.
- Guo, Y., Monahan, K., Wu, H., Gertz, J., Li, W., Myers, R.M., Maniatis, T. and Wu, Q. (2012). CTCF/Cohesin-mediated DNA Looping is required for protocadherin-alpha promoter choice. Proc. Natl. Acad. Sci. U.S.A. (in press).
- NINDS ALS IPAC Consortium (Maniatis, T). (2012). Creation of an open-access, mutation-defined fibroblast resource for neurological disease research. PLoS One 7(8): e43099.
- Maniatis, T. (2012) On the road from classical to modern molecular biology. Nat Med. 18(10):1499-502.
- Zhang QC, Petrey D, Deng L, Qiang L, Shi Y, Thu CA, Bisikirska B, Lefebvre C, Accili D, Hunter T, Maniatis T, Califano A, Honig B. (2012). Structure-based prediction of protein-protein interactions on a genome-wide scale. Nature. Sep 30. doi:10.1038/nature11503. [Epub ahead of print]
- Yamazaki T, Chen S, Yu Y, Yan B, Haertlein TC, Carrasco MA, Tapia JC, Zhai B, Das R, Lalancette-Hebert M, Sharma A, Chandran S, Sullivan G, Nishimura AL, Shaw CE, Gygi SP, Shneider NA, Maniatis T, Reed R. (2012). FUS-SMN Protein interactions link the motor neuron diseases ALS and SMA. Cell Rep. Sep 25. pii: S2211-1247(12)00265-3. doi:10.1016/j.celrep.2012.08.025. [Epub ahead of print]
- Li, Y., Xiao, H., Chiou, T.T., Jin, H., Bonhomme, B., Miralles, C.P., Pinal, N., Ali, R., Chen, W.V., Maniatis, T., De Blas, A.L. (2012). Molecular and Functional Interaction between Protocadherin-gC5 and GABAA Receptors. J Neurosci. 32:11780-97.
- Lefebvre, J.L., Kostadinov, D., Chen, W.V., Maniatis, T., and Sanes, J.R. (2012). Protocadherins mediate dendritic self-avoidance in the mammalian nervous system. Nature. Jul 29. doi:10.1038/nature11305. [Epub ahead of print] PMID 22842903.
- Chen, W.V., Alvarez, F.J., Lefebvre, J.L., Friedman, B., Nwakeze, C., Geiman, E., Smith, C., Chan, A., Tapia, J.C., Tasic, B. Sanes, J.R., and Maniatis, T. (2012) Functional Significance of isoform diversification in the protocadherin gamma gene cluster. Neuron, 75(3):402-9.
- Monahan K, Rudnick ND, Kehayova PD, Pauli F, Newberry KM, Myers RM, Maniatis T. Role of CCCTC binding factor (CTCF) and cohesin in the generation of single-cell diversity of Protocadherin-α gene expression. Proc Natl Acad Sci U S A. 2012 June 5 109(23):9125-30.
- Bilican, B., Serio, A., Barmada, S.J., Nishimura, A.L., Sullivan, G.J., Carrasco, M, Phatnani, H.P., Puddifoot, C.A., Story, D., Fletcher, J., Park, I.H., Friedman, V.A., Daley, G.Q., Wyllie, D.J.A., Hardingham, G.E., Wilmut, I., Finkbeiner, S., Maniatis, T., Shaw, C.E. and Chandran, S. (2012). Mutant induced pluripotent stem cell lines recapitulate aspects of TDP-43 proteinopathies and reveal cell specific vulnerability. Proc. Nat. Acad. Sci.[15][16]